# Scotland (Teksas)
Scotland – miasto w Stanach Zjednoczonych, w stanie Teksas, w hrabstwie Archer.